# Sant'Anna a Tor Tre Teste
Sant'Anna a Tor Tre Teste är en dekonsekrerad kyrkobyggnad i Rom, helgad åt den heliga Anna, Jungfru Marias moder. Kyrkan är belägen vid Via Prenestina i distriktet Tor Tre Teste i östra Rom.
Kyrkans tillnamn ”Tor Tre Teste” åsyftar ett medeltida torn vid kyrkan; av detta torn återstår endast en ruin. På en mur vid kyrkan sitter en relief föreställande tre byster, eller tre huvuden (”tre teste”). Reliefen härstammar från en antik sarkofag.

## Historia
Kyrkan har anor från 1100-talet. Fasaden är enkel med en portal och två lågt placerade fönster. Interiören hyser freskfragment från 1100- och 1200-talet.